# Черногорска капа
Черногорската капа е черногорската народна шапка.
Това е традиционната шапка в сръбските земи от поморието - от Лика, през Херцеговина, до Черна гора. Най-типична е за Рисан на Которския залив.
Приета е за символичен народен атрибут от Петър II Петрович Негош, който не се е разделял със своята черногорска капа.